# Kelly Slater
Robert Kelly Slater (Cocoa Beach, Florida, 11 februari 1972) is een Amerikaanse professionele surfer. Hij wordt gezien als een van de beste surfers aller tijden. Hij is 11 maal wereldkampioen geworden.

## Titels
- Totaal overwinningen: 63
- WCT overwinningen: 55
- Wereldtitels: 11 (1992, 1994, 1995, 1996, 1997, 1998, 2005, 2006, 2008, 2010, 2011)

- 1992
  - Rip Curl Pro Landes (Frankrijk)
  - Marui Masters (Hawaï, Verenigde Staten)
- 1993
  - Marui Pro (Japan)
- 1994
  - Rip Curl Pro (Australië)
  - Gotcha Lacanau Pro (Frankrijk)
  - Chiemsee Pipe Masters (Hawaï, Verenigde Staten)
  - The Bud Surf Tour (Verenigde Staten)
  - The Bud Surf Tour (Verenigde Staten)
  - Sud Ouest Trophee (Frankrijk)
- 1995
  - Quiksilver Pro (Indonesië)
  - Chiemsee Pipe Masters (Hawaï, Verenigde Staten)
  - Triple Crown of Surfing (Hawaï, Verenigde Staten)
- 1996
  - Coke Surf Classic (Australië)
  - Rip Curl Pro Saint Leu (Réunion, Frankrijk)
  - CSI pres. Billabong Pro (Zuid-Afrika)
  - U.S. Open (Californië, Verenigde Staten)
  - Rip Curl Pro Hossegor (Frankrijk)
  - Quiksilver Surfmasters (Frankrijk)
  - Chiemsee Pipe Masters (Hawaï, Verenigde Staten)
  - Sud Ouest Trophee (Frankrijk)
  - Da Hui Backdoor Shootout (Hawaï, Verenigde Staten)
- 1997
  - Coke Surf Classic (Australië)
  - Billabong Pro (Australië)
  - Tokushima Pro (Japan)
  - Marui Pro (Japan)
  - Kaiser Summer Surf WCT (Brazilië)
  - Grand Slam (Australië)
  - Typhoon Lagoon Surf Challenge (Verenigde Staten)
- 1998
  - Billabong Pro (Australië)
  - G-Shock Triple Crown of Surfing (Hawaï, Verenigde Staten)
- 1999
  - Mountain Dew Pipe Masters (Hawaï, Verenigde Staten)
- 2000
  - Gotcha Tahiti Pro presented by Globe (Tahiti)
- 2002
  - The Quiksilver in Memory of Eddie Aikau (Hawaï, Verenigde Staten)
- 2003
  - Billabong Pro (Teahupoo, Tahiti)
  - Billabong Pro (Zuid-Afrika)
  - Billabong Pro (Mundaka, Spanje)
  - Nova Schin Festival (Brazilië)
- 2004
  - Snickers Australian Open (Australië)
  - Energy Australia Open (Australië)
- 2005
  - Billabong Pro (Teahupoo, Tahiti)
  - The Globe WCT (Fiji)
  - Billabong Pro (J-Bay, Zuid-Afrika)
  - The Boost Mobile Pro (Trestles, Californië, Verenigde Staten)
- 2006
  - Quiksilver Pro (Gold Coast, Australië)
  - Rip Curl Pro (Bells Beach, Australië)
- 2007
  - Boost Mobile Pro of Surf, (Trestles, Californië, Verenigde Staten)
- 2008
  - Billabong Pipeline Masters (Oahu Hawaï)
  - Boost Mobile Pro of Surf, (Trestles, Californië, Verenigde Staten)
  - Billabong Pro (J-Bay, South Africa)
  - The Globe WCT (Fiji)
  - Quiksilver Pro (Gold Coast, Australië)
  - Rip Curl Pro Surf (Bells Beach, Australië)
- 2009
  - Hang Loose Santa Catarina Pro (Brazilië)
- 2010
  - Rip Curl Pro (Bells Beach, Australië)
  - Hurley Pro (Lower Tresles, Californië, Verenigde Staten)
  - Rip Curl Pro (Isabela (Puerto Rico))
- 2011
  - Quiksilver Pro (Gold Coast, Australië)
  - Nike Pro US Open (Huntington Beach, Californië, Verenigde Staten
  - Billabong Pro (Teahupoo, Tahiti)
  - Hurley Pro (Lower Tresles, Californië, Verenigde Staten)
- 2012
  - Volcom Fiji Pro (Tavarua, Fiji)
  - Hurley Pro (Lower Tresles, Californië, Verenigde Staten)
  - Quiksilver Pro (Hossegor, Frankrijk)